# Goera calcarata
Goera calcarata är en nattsländeart som beskrevs av Banks 1899. Goera calcarata ingår i släktet Goera och familjen grusrörsnattsländor. Inga underarter finns listade i Catalogue of Life.